# Норвегія на зимових Олімпійських іграх 1936
Норвегія на зимових Олімпійських іграх 1936 року, які проходили у німецькому місті Гарміш-Партенкірхен, була представлена 31 спортсменом (25 чоловіками та 6 жінками) у 6 видах спорту. Прапороносцем на церемонії відкриття Олімпійських ігор був ковзаняр Івар Баллангруд.
Норвезькі спортсмени вибороли 15 медалей, з них 7 золотих, 5 срібних та 3 бронзових. Олімпійська збірна Норвегії зайняла перше загальнокомандне місце.

## Медалісти
| Медаль | Призери                                                       | Вид спорту          | Дисципліна                    |
| ------ | ------------------------------------------------------------- | ------------------- | ----------------------------- |
| Золото | Соня Гені                                                     | Фігурне катання     | жінки                         |
| Золото | Оддбйорн Гаген                                                | Лижне двоборство    | індивідуальне змагання        |
| Золото | Біргер Рууд                                                   | Стрибки з трампліна | нормальний трамплін           |
| Золото | Івар Баллангруд                                               | Ковзанярський спорт | 500 м (чоловіки)              |
| Золото | Шарль Матієсен                                                | Ковзанярський спорт | 1500 м (чоловіки)             |
| Золото | Івар Баллангруд                                               | Ковзанярський спорт | 5000 м (чоловіки)             |
| Золото | Івар Баллангруд                                               | Ковзанярський спорт | 10,000 м (чоловіки)           |
| Срібло | Оддбйорн Гаген                                                | Лижні гонки         | 18 км (чоловіки)              |
| Срібло | Оддбйорн Гаген Олаф Гоффсбаккен Сверре Бродаль Б'ярне Іверсен | Лижні гонки         | естафета 4 x 10 км (чоловіки) |
| Срібло | Олаф Гоффсбаккен                                              | Лижне двоборство    | індивідуальне змагання        |
| Срібло | Георг Крог                                                    | Ковзанярський спорт | 500 м (чоловіки)              |
| Срібло | Івар Баллангруд                                               | Ковзанярський спорт | 1500 м (чоловіки)             |
| Бронза | Лайла Шу Нільсен                                              | Гірськолижний спорт | комбінація (жінки)            |
| Бронза | Сверре Бродаль                                                | Лижне двоборство    | індивідуальне змагання        |
| Бронза | Рейдар Андерсен                                               | Стрибки з трампліна | нормальний трамплін           |

## Гірськолижний спорт
Чоловіки
| Спортсмен      | Дисципліна | Швидкісний спуск | Швидкісний спуск | Слалом         | Слалом | Слалом | Разом           | Разом |
| Спортсмен      | Дисципліна | Час              | Місце            | Час 1          | Час 2  | Місце  | Підсумкові бали | Місце |
| -------------- | ---------- | ---------------- | ---------------- | -------------- | ------ | ------ | --------------- | ----- |
| Зігмунд Рууд   | комбінація | 5:11.6           | 10               | DNS            | –      | –      | DNF             | –     |
| Пер Фоссум     | комбінація | 5:03.2           | 7                | 1:30.3         | 1:29.7 | 15     | 88.12           | 9     |
| Альф Коннінген | комбінація | 5:00.4           | 5                | 1:29.3         | 1:24.3 | 9      | 90.06           | 8     |
| Біргер Рууд    | комбінація | 4:47.4           | 1                | 1:31.9 (+0:06) | 1:17.1 | 6      | 93.38           | 4     |

Жінки
| Спортсмен        | Дисципліна | Швидкісний спуск | Швидкісний спуск | Слалом         | Слалом         | Слалом | Разом           | Разом |
| Спортсмен        | Дисципліна | Час              | Місце            | Час 1          | Час 2          | Місце  | Підсумкові бали | Місце |
| ---------------- | ---------- | ---------------- | ---------------- | -------------- | -------------- | ------ | --------------- | ----- |
| Нора Стремстад   | комбінація | 5:57.4           | 11               | 1:34.2         | 1:51.1 (+0:06) | 14     | 77.20           | 11    |
| Йоганне Дюбвад   | комбінація | 5:32.0           | 8                | 1:26.5 (+0:06) | 1:30.9         | 7      | 85.90           | 7     |
| Лайла Шу Нільсен | комбінація | 5:04.4           | 1                | 1:26.1 (+0:06) | 1:17.3         | 5      | 93.48           | 3     |

## Ковзанярський спорт
Чоловіки
| Дисципліна | Спортсмен         | Дистанція  | Дистанція |
| Дисципліна | Спортсмен         | Час        | Місце     |
| ---------- | ----------------- | ---------- | --------- |
| 500 м      | Ганс Енгнестанген | DNF        | –         |
| 500 м      | Гаррю Гаральдсен  | 54.9       | 34        |
| 500 м      | Георг Крог        | 43.5       | 2         |
| 500 м      | Івар Баллангруд   | 43.4 OR    | 1         |
| 1500 м     | Ганс Енгнестанген | 2:23.0     | 8         |
| 1500 м     | Гаррю Гаральдсен  | 2:22.4     | 7         |
| 1500 м     | Івар Баллангруд   | 2:20.2     | 2         |
| 1500 м     | Шарль Матієсен    | 2:19.2 OR  | 1         |
| 5000 м     | Едвард Вангберг   | 8:54.7     | 20        |
| 5000 м     | Міхаель Стаксруд  | 8:38.5     | 9         |
| 5000 м     | Шарль Матієсен    | 8:36.9     | 7         |
| 5000 м     | Івар Баллангруд   | 8:19.6 OR  | 1         |
| 10,000 м   | Едвард Вангберг   | 18:15.8    | 18        |
| 10,000 м   | Міхаель Стаксруд  | 17:56.7    | 10        |
| 10,000 м   | Шарль Матієсен    | 17:41.2    | 4         |
| 10,000 м   | Івар Баллангруд   | 17:24.3 OR | 1         |

## Лижне двоборство
Дисципліни:
- нормальний трамплін
- лижні гонки, 18 км

| Спортсмен        | Дисципліна             | Лижні гонки | Лижні гонки | Лижні гонки | Стрибки з трампліна | Стрибки з трампліна | Стрибки з трампліна | Стрибки з трампліна | Разом | Разом |
| Спортсмен        | Дисципліна             | Бали        | Місце       | Час         | Відстань 1          | Відстань 2          | Бали                | Місце               | Бали  | Місце |
| ---------------- | ---------------------- | ----------- | ----------- | ----------- | ------------------- | ------------------- | ------------------- | ------------------- | ----- | ----- |
| Бернт Естерклофт | індивідуальне змагання | 1'21:37     | 205.1       | 6           | 44.0                | 48.0                | 188.7               | 21                  | 393.8 | 6     |
| Сверре Бродаль   | індивідуальне змагання | 1'18:01     | 225.5       | 3           | 40.0                | 47.0                | 182.6               | 28                  | 408.1 | 3     |
| Олаф Гоффсбаккен | індивідуальне змагання | 1'17:37     | 227.8       | 2           | 47.0                | 45.5                | 192.0               | 13                  | 419.8 | 2     |
| Оддбйорн Гаген   | індивідуальне змагання | 1'15:33     | 240.0       | 1           | 42.0                | 46.0                | 190.3               | 16                  | 430.3 | 1     |

## Лижні гонки
Чоловіки
| Дисципліна | Спортсмен        | Дистанція | Дистанція |
| Дисципліна | Спортсмен        | Час       | Місце     |
| ---------- | ---------------- | --------- | --------- |
| 18 км      | Б'ярне Іверсен   | 1'18:56   | 9         |
| 18 км      | Арне Рустадстуен | 1'18:13   | 6         |
| 18 км      | Олаф Гоффсбаккен | 1'17:37   | 5         |
| 18 км      | Оддбйорн Гаген   | 1'15:33   | 2         |
| 50 км      | Пер Самуельсгауд | DNF       | –         |
| 50 км      | Коре Гаттен      | 3'50:37   | 12        |
| 50 км      | Trygve Бродаль   | 3'50:14   | 11        |
| 50 км      | Арне Туфт        | 3'41:18   | 6         |

Чоловіки, 4 × 10 км естафета
| Спортсмени                                                    | Дистанція | Дистанція |
| Спортсмени                                                    | Час       | Місце     |
| ------------------------------------------------------------- | --------- | --------- |
| Оддбйорн Гаген Олаф Гоффсбаккен Сверре Бродаль Б'ярне Іверсен | 2'41:39   | 2         |

## Стрибки з трампліна
| Спортсмен           | Дисципліна          | Стрибок 1 | Стрибок 1 | Стрибок 1 | Стрибок 2 | Стрибок 2 | Стрибок 2 | Разом | Разом |
| Спортсмен           | Дисципліна          | Відстань  | Бали      | Місце     | Відстань  | Бали      | Місце     | Бали  | Місце |
| ------------------- | ------------------- | --------- | --------- | --------- | --------- | --------- | --------- | ----- | ----- |
| Арнгольдт Конгсгорд | нормальний трамплін | 74.5      | 111.6     | 6         | 66.0      | 106.1     | 12        | 217.7 | 8     |
| Рейдар Андерсен     | нормальний трамплін | 74.0      | 113.5     | 4         | 75.0      | 115.4     | 2         | 228.9 | 3     |
| Коре Вальберг       | нормальний трамплін | 73.5      | 113.7     | 3         | 72.0      | 113.3     | 4         | 227.0 | 4     |
| Біргер Рууд         | нормальний трамплін | 75.0      | 114.9     | 2         | 74.5      | 117.1     | 1         | 232.0 | 1     |

## Фігурне катання
Жінки
| Спортсмен     | Обов'язкова програма | Довільна програма | Бали | Сума місць | Місце |
| ------------- | -------------------- | ----------------- | ---- | ---------- | ----- |
| Нанна Егедіус | DNS                  | –                 | –    | –          | –     |
| Соня Гені     | 1                    | 1                 | 7.5  | 424.5      | 1     |

Пари
| Спортсмени                     | Бали  | Сума місць | Місце |
| ------------------------------ | ----- | ---------- | ----- |
| Ранді Бакке Хрістен Стістенсен | 132.5 | 8.2        | 15    |